# Nederlandse gemeenteraadsverkiezingen 1970
De Nederlandse gemeenteraadsverkiezingen 1970 waren reguliere gemeenteraadsverkiezingen in Nederland. Zij werden gehouden op 3 juni 1970.

## Geen verkiezingen in verband met herindeling
In de volgende gemeenten werden op 3 juni 1970 geen reguliere gemeenteraadsverkiezingen gehouden omdat zij recent betrokken (geweest) waren bij een herindelingsoperatie:
- Herindeling per 1 juni 1969

In de gemeente Leusden waren al herindelingsverkiezingen gehouden op 29 april 1969.
- Herindeling per 1 juli 1969

In de gemeente Meerlo-Wanssum waren al herindelingsverkiezingen gehouden op 28 mei 1969.
- Herindeling per 1 januari 1970

In de gemeenten Borsele, Goes, Kapelle en Reimerswaal waren al herindelingsverkiezingen gehouden op 27 november 1969.
- Herindeling per 1 april 1970

In de gemeenten Axel, Hontenisse, Hulst, Oostburg, Sas van Gent, Sluis en Terneuzen waren al herindelingsverkiezingen gehouden op 25 februari 1970.
- Herindeling per 1 juli 1970

In de gemeenten Dordrecht en Maastricht werden herindelingsverkiezingen gehouden op 3 juni 1970.
- Herindeling per 1 augustus 1970

In de gemeenten Barsingerhorn, Graft-De Rijp, Niedorp, Schermer, Venhuizen en Zeevang werden herindelingsverkiezingen gehouden op 3 juni 1970.
- Herindeling per 1 september 1970

In de gemeenten Oudewater en Schoonhoven werden herindelingsverkiezingen gehouden op 1 juli 1970.

## Opkomst
| 1970                     | # stemmen | %     |
| ------------------------ | --------- | ----- |
| Kiesgerechtigden         | 7.783.862 |       |
| Niet opgekomen           | 2.545.698 | 32,70 |
| Opkomst                  | 5.238.164 | 67,30 |
| Ongeldige/blanco stemmen | 52.052    | 0,99  |
| Geldige stemmen          | 5.186.112 | 99,01 |

## Landelijke uitslagen
| Naam partij                     | # stemmen | % stemmen |
| ------------------------------- | --------- | --------- |
| overige partijen en combinaties | 1.539.861 | 29,69     |
| KVP                             | 1.259.021 | 24,28     |
| PvdA                            | 794.403   | 15,32     |
| VVD                             | 517.216   | 9,97      |
| D66                             | 228.427   | 4,40      |
| CPN                             | 208.112   | 4,01      |
| ARP                             | 174.129   | 3,36      |
| CHU                             | 169.155   | 3,26      |
| SGP                             | 109.776   | 2,12      |
| PSP                             | 47.768    | 0,92      |
| GPV                             | 42.901    | 0,83      |
| PPR                             | 38.839    | 0,75      |
| Boerenpartij                    | 29.346    | 0,57      |
| Binding Rechts                  | 27.158    | 0,52      |

.